# Voghersca
Voghersca o Ville Montevecchio (in sloveno Vogrsko, in passato Vogersko o Vogerska; in friulano Ungrispac), è un paese della Slovenia, frazione del comune di Ranziano-Voghersca.
È capoluogo di una delle tre comunità locali in cui si suddivide il comune, includendo anche il vicino insediamento di Dombrava.

## Geografia fisica
La località si trova nella parte occidentale della valle del Vipacco a 62,7 metri s.l.m. e a 9,5 chilometri dal confine italiano.

I corsi d'acqua che attraversano la località sono il Vogršček e il Lijak.

## Storia
Dopo la caduta dell'Impero romano, e la parentesi del Regno ostrogoto, a seguito della Guerra gotica (553) promossa dall'imperatore Giustiniano I il suo territorio entrò a far parte dei domini bizantini.

Dopo la calata, nel 568, attraverso la Valle del Vipacco nell'Italia settentrionale dei Longobardi, seguiti poi da popolazioni slave, entrò a far parte del Ducato del Friuli.
In seguito alla caduta del regno longobardo e alla sua inclusione nei domini di Carlo Magno, nel 781 entrò nel Regnum Italiae affidato da Carlo al figlio Pipino; nell'803 venne istituita la Marchia Austriae et Italiae che comprendeva il Friuli, la Carinzia, la Carniola e l'Istria. Alla morte di Pipino nell'810, il territorio passò in mano al figlio Bernardo.

Con la morte di Carlo Magno nell'814 la carica imperiale passò a Ludovico I che affidò il Regno d'Italia al suo primogenito Lotario, il quale già nell'828 (dopo aver deposto Baldrico per non aver saputo difendere le frontiere orientali dagli Slavi) divise la parte orientale del Regno, ossia la Marca Orientale (o del Friuli), in quattro contee: Verona, Friuli, Carniola e Istria (comprendente il Carso e parte della Carniola interna).
In seguito al Trattato di Verdun, nell'843, il suo territorio entrò a far parte del Regnum Italiae in mano a Lotario I e più specificatamente dall'846 della Marca del Friuli divenuta nel 951 Marca di Verona e Friuli; dopo un'iniziale sottomissione al Ducato di Baviera dal 952, nel 976 passò al Ducato di Carinzia appena costituito dall'imperatore Ottone II.
Nel 1077 passò al Principato ecclesiastico di Aquileia e poi ai Conti di Gorizia, in quanto advocati del patriarca, che acquisirono gradualmente una larga parte di tali territori, frazionati in feudi minori fra i loro ministeriali, i veri e propri strumenti di governo comitale.
Nel 1500 passando alla Casa d’Asburgo, entrò quindi nella Contea di Gorizia e Gradisca, poi a sua volta parte, dal 1512, della Provincia Austriaca del Sacro Romano Impero.
Con il trattato di Schönbrunn (1809) entrò a far parte delle Province Illiriche.
Col Congresso di Vienna nel 1815 rientrò in mano austriaca nel Regno d'Illiria. Comune catastale autonomo a inizio Ottocento, successivamente venne incorporato nel comune di San Pietro (Sempeter, S. Peter), venendo inquadrato nel 1849 nel Litorale austriaco. Passato successivamente al comune di Vertoiba (Vertojba), a sua volta divenuto autonomo nel 1866 da San Pietro; a fine Ottocento Voghersca (in sloveno Vogersko o Vogrsko) riottenne la propria autonomia.
Durante la prima guerra mondiale si trovò nelle retrovie della linea di scontro tra le truppe italiane e quelle austro-ungariche, in particolar modo alla fine della Sesta battaglia dell'Isonzo (le truppe italiane riuscirono a lambire le pendici del Monte San Marco a ovest del paese e la Brigata Pavia, seguita dalla Brigata Casale, raggiunse l'abitato di Vertoiba ma non superò le alture del Sober subito ad est; la brigata Udine, preceduta da uno sfortunato assalto della Pavia contro quota 103, aveva già affrontato questo terreno nel tentativo di farsi strada fino ai rilievi delle quote 86, 103 e 106), della Settima (usato immediatamente dagli italiani come trincea, il 14 settembre il torrente Vertoibizza straripò e travolse i loro ricoveri e munizioni, esponendoli maggiormente al tiro nemico) dell'Ottava (il 10 ottobre 1916 le truppe della 12ª Divisione italiana s'impadronirono della quota 95/Na Pristavi poco a sud dell'allora triangolo ferroviario nella vicina San Pietro, mentre quelle della 11ª raggiunsero il costone del Sober), della Nona (il 1º novembre 1916 le truppe italiane del XXVI Corpo d'armata e dell'VIII riuscirono ad occupare rispettivamente l'altura di quota 171 di San Marco e quella di 123 nord di Sober, dopo qualche giorno però subito evacuata) nell'inutile tentativo da parte italiana di occupare la cima (quota 227) del Monte San Marco.

Tra il novembre 1916 e il maggio 1917 i genieri austro-ungarici, potenziando la loro struttura difensiva, riuscirono a costruire un fascio di linee che, una volta sceso dal San Marco, si apriva a ventaglio in una serie di compartimenti trincerati fino a Raccogliano e Biglia (passando per quota 95/Na Pristavi, quota 102 (109) e per le alture del Sober di quota 95 est/Sober I, quota 95 ovest, quota 123 nord (121), quota 106, 86, quota 103 (Golognacco), quota 86 e quota 88) che bloccarono poi ogni velleità di attacco italiano nelle successive Decima ed Undicesima battaglia dell'Isonzo.
Dopo la prima guerra mondiale fu annesso al Regno d’Italia, venendo inquadrato nella provincia del Friuli come comune autonomo. Nel 1923 il toponimo venne modificato ufficialmente in Ville Montevecchio. In questo periodo il comune includeva le frazioni di Rio di Voghersco (Lijak) e Piedelbosco (Pod Borštom). Nel 1927 il comune passò alla neocostituita provincia di Gorizia e l'anno successivo fu annesso a Montespino.
Fu soggetto alla zona d'operazioni del Litorale adriatico (OZAK) tra il settembre 1943 e il maggio 1945 e tra il giugno 1945 e il 1947, trovandosi a ovest della linea Morgan, fece parte della Zona A della Venezia Giulia sotto il controllo britannico-americano del Governo Militare Alleato (AMG). Nel 1947 passò alla Jugoslavia, che annesse il comune al nuovo comune di Nova Gorica. Nel 1991 passò alla Slovenia. Nel 2006 con referendum ha scelto di distaccarsi da Nova Gorica, formando un nuovo comune autonomo assieme a Ranziano.

## Monumenti e luoghi d'interesse
A 300 metri sud di Voghersca si trova il castello/villa Bosizio (Božičev grad/Vila Božič) la cui facciata barocca è stata realizzata dall'architetto austriaco Nicolò Pacassi per conto dei Bosizio de Thurnegg-Juggenegg.

## Geografia antropica
Nell'insediamento (naselje) sono inoltre presenti gli agglomerati di Brje, Jugov vrh, Kurnik, Montevecchio (Stara Gora), Foresta Locatelli (Boršt) e Jazbine.